# Acerbis
Acerbis è un'azienda italiana con sede ad Albino, in provincia di Bergamo. Nata come produttrice di materiali plastici, ha successivamente allargato la propria produzione anche ad altri settori industriali quali l'abbigliamento sportivo e accessori.

## L'azienda
Acerbis è tra i primi operatori al mondo nella lavorazione e nello stampaggio di materie plastiche attiva nei settori dell'industria automobilistica, delle macchine movimento terra e agricole. Di recente ha allargato la sua attività al settore del design industriale e dell'arredamento. Fondata nel 1973 da Franco Acerbis, inizia la propria attività producendo parafanghi per motocross, per poi allargare la sua produzione a tutti i componenti di termoplastica di componentistica da motocross. Ha due unità produttive, oltre a quella di Albino, una nella Repubblica Ceca e due unità distributive, negli Stati Uniti d'America e nel Regno Unito.

## Storia
L'azienda viene fondata nel 1973 e l'anno successivo inizia la distribuzione in Italia di parafanghi in resina termoplastica di Preston Petty, la prima azienda statunitense a produrre questi accessori per moto da regolarità. Nel 1975 viene prodotto il primo accessorio in termoplastico a marchio Acerbis. Nel 1986 inizia la distribuzione dei prodotti a marchio Scott. Nel 1993 produce tutte le parti in plastica della Yamaha TT 600, la prima moto di grossa cilindrata la cui produzione è affidata dai costruttori nipponici interamente fuori dal Giappone.
Nel 1995 inizia la produzione di abbigliamento tecnico e di accessori a marchio proprio. Nel 2002 inizia la produzione di serbatoi per olio idraulico e carburanti diesel (il primo fu per una linea di trattori) dando così vita alla linea di produzione automotive. Due anni più tardi inizia la produzione e la vendita di caschi. Dal 2005 la Acerbis si dedica allo studio e alla produzione di abbigliamento tecnico sportivo mediante la divisione di Acerbis Football attraverso la collaborazione con l'U.C. AlbinoLeffe di cui Acerbis è fornitore tecnico. Nel 2008 viene brevettata la nuova tecnologia x-seat per selle da moto offroad e l'anno successivo Acerbis crea la prima linea di accessori per l'arredamento investendo in una nuova linea specializzata nella realizzazione conto terzi (ingegnerizzazione e produzione) di elementi d'arredo in materiale polimerico, tramite la tecnologia del rotostampaggio; tale tecnologia produttiva era già stata usata dall'azienda per il settore automotive (principalmente scocche interne e serbatoi). Tra i nomi più importanti con cui l'azienda collabora nel settore dell'arredamento si citano FontanaArte e Moroso. L'azienda quindi offre la sua consulenza e le sue tecnologia costruttive per realizzare, su progetto, elementi d'arredo conto terzi.

## Sponsorizzazioni sportive
La Acerbis si è inizialmente dedicata alle sponsorizzazioni motociclistiche organizzando dal 1986 al 1990, più un'edizione speciale nel 1996, l'Incas Rally in Perù ed il Nevada Rally negli Stati Uniti dal 1991 al 1994. Dal 2003 al 2008 ha fornito l'abbigliamento da competizione al pluricampione del mondo di motocross Stefan Everts e sponsorizza diversi altri piloti che partecipano alle principali gare di cross, supercross, enduro, rally e freestyle.
La Acerbis è fornitore di abbigliamento sportivo per conto di diverse squadre di calcio e svariate altre discipline, sia italiane, che estere.